# Соловьёв, Дмитрий Александрович (подводник)
Дми́трий Алекса́ндрович Соловьёв (3 февраля 1982 — 1 июля 2019) —  российский офицер, подводник-гидронавт, капитан 2-го ранга ВМФ России, Герой Российской Федерации (2019, посмертно).

## Биография
Родился 3 февраля 1982 года в городе Почепе Брянской области РСФСР.
В 1999 году, после окончания почепской средней школы имени Н. А. Некрасова, поступил на электротехнический факультет Военно-морского инженерного института (создан в 1998 году путём объединения Высшего военно-морского инженерного училища имени Ф. Э. Дзержинского и Высшего военно-морского инженерного училища имени В. И. Ленина), который окончил в 2004 году.
Проходил службу командиром моторной группы на дизель-электрической подводной лодке «Палтус» типа «Варшавянка» (проекта 877) Тихоокеанского флота. Затем, после обучения на курсах подготовки подводников для глубоководных станций, служил в войсковой части № 45707, расквартированной в Петродворце и подчинённой Главному управлению глубоководных исследований Министерства обороны РФ.
Служил в составе экипажа глубоководной атомной станции АС-31 «Лошарик» (проекта 10831). Погиб во время пожара 1 июля 2019 года на атомной глубоководной станции АС-31, которая проводила батиметрические работы в Баренцевом море. Дмитрий Соловьёв вывел из охваченного огнём и дымом отсека гражданского представителя промышленности и задраил за ним люк, чтобы не допустить распространения пожара по всей лодке, тем самым спас гражданского специалиста. В течение полутора часов на глубине около 300 метров подводники боролись за живучесть корабля. Из-за отравления продуктам горения 14 членов экипажа погибли, в том числе и капитан 2 ранга Д. А. Соловьёв.
6 июля 2019 года похоронен с воинскими почестями на Серафимовском кладбище Санкт-Петербурга.

## Семья
- Дочь Евгения (род. 2006), сын Ярослав (род. 2016)[4]. Вдова — Светлана, на момент гибели мужа ждала третьего ребёнка, который родился в том же году[5][6].

## Награды
- Герой Российской Федерации (4.07.2019, присвоено за мужество и героизм, проявленные при исполнении воинского долга, Указом Президента Российской Федерации посмертно);
- медаль ордена «За заслуги перед Отечеством» II степени;
- медаль «За отвагу»;
- медаль Ушакова;[7]
- медаль «За воинскую доблесть» I степени;
- другие медали и знаки Министерства обороны.

## Память
Имя Дмитрия Соловьёва присвоено улице Петергофа.
На здании средней школы имени Н. А. Некрасова в Почепе установлена мемориальная доска в честь Героя (2019).
В 2020 году имя Героя было присвоено средней общеобразовательной школе № 319 Санкт-Петербурга.
В память об экипаже АС-31 открыты памятные доски в Никольском морском соборе, церкви Святых Петра и Павла в Сестрорецке (Санкт-Петербург, 2019), памятный знак в посёлке Оленья Губа (2019). 